# 國立北門高級農工職業學校
國立北門高級農工職業學校，簡稱北門農工、北農、PMAI，是一所位於中華民國臺灣臺南市佳里區的技術型高級中等學校，創校於日治時期1936年（昭和11年），創校名稱為「北門國民農業專修學校」，戰後更名為「臺南縣立北門初級農業職業學校」，1968年（民國57年）改制為「臺灣省立北門高級農業職業學校」，翌年增設工科，更名為「臺灣省立北門高級農工職業學校」，於2000年（民國89年）改為現名「國立北門高級農工職業學校」。

## 歷史
- 1936年6月1日：北門國民農業專修學校創校[1]。
- 1945年：二次大戰臺灣光復，更名為臺南縣立北門初級農業職業學校。
- 1958年：改制為五年制農業職業學校。
- 1968年：配合九年國教實施，五年制停招，並改制為臺灣省立北門高級農業職業學校。
- 1969年：增設工科，更名為臺灣省立北門高級農工職業學校。
- 1990年8月：開設延教班（延長以職業教育為主的國民教育），利用夜間上課，初設食品經營科。
- 1992年8月：延教班食品經營科改設水電技術科。
- 1994年8月：增設特殊教育實驗班，即綜合職能科，並辦理國中技藝班。
- 1995年8月：延教班更名為實用技能班。
- 1996年2月：延教班增設營造技術科春季班。
- 1997年2月：延教班營造技術科春季班改設商用資訊科。
- 1997年8月：增設綜合高中及成人第二專長班。
- 1998年8月：成立補校，初設食品加工科。
- 1999年8月：補校增設農業土木科，補校並更名為進修學校，同時綜理實用技能班業務；日間部成立體育班。
- 2000年2月1日：更名為國立北門高級農工職業學校。
- 2015年6月：製圖科更名為「電腦機械製圖科」。
- 2015年11月11日：成立「北門農工扶少團」。
- 2016年8月：進修部食品加工科自105學年度起停招。
- 2017年8月：增設電子商務科；進修學校改為進修部。
- 2018年8月：綜合高中自107學年度起停招。

## 歷任校長

### 日治時期
| 任次  | 校長     | 就任日期  | 卸任日期 | 備註   |
| ----- | -------- | --------- | -------- | ------ |
| 第1任 | 內山矩留 | 1936年6月 | －       | 唯一任 |

### 民國時期
| 任次   | 校長   | 就任日期   | 卸任日期   |
| ------ | ------ | ---------- | ---------- |
| 第1任  | 李廷燕 | 1945年11月 | 1946年3月  |
| 第2任  | 高文瑞 | 1946年4月  | 1948年3月  |
| 第3任  | 陳雨水 | 1948年4月  | 1951年1月  |
| 第4任  | 吳國樑 | 1951年2月  | 1952年7月  |
| 第5任  | 王天遂 | 1952年8月  | 1952年10月 |
| 第6任  | 曾迺敦 | 1952年11月 | 1965年8月  |
| 第7任  | 李兆彥 | 1965年9月  | 1968年7月  |
| 第8任  | 劉 智  | 1968年8月  | 1980年7月  |
| 第9任  | 陳峰津 | 1980年8月  | 1985年7月  |
| 第10任 | 曾元晃 | 1985年8月  | 1989年7月  |
| 第11任 | 溫烘祥 | 1989年8月  | 1992年7月  |
| 第12任 | 何宋錦 | 1992年8月  | 1995年7月  |
| 第13任 | 林哲雄 | 1995年8月  | 2001年7月  |
| 代理   | 蘇清安 | 2001年8月  | 2002年1月  |
| 第14任 | 蘇清安 | 2002年2月  | 2010年7月  |
| 第15任 | 柯銀德 | 2010年8月  | 2014年7月  |
| 第16任 | 張福祥 | 2014年8月  | 2018年7月  |
| 第17任 | 陳勇利 | 2018年8月  | 現任       |

## 教學單位
高職部
- 電腦機械製圖科
- 機械科
- 電機科
- 電子科
- 土木科
- 電子商務科
- 食品加工科
- 畜產保健科
- 造園科

特殊教育
- 綜合職能科

體育班
- 軟式網球
- 排球
- 田徑
- 跆拳道

夜間進修學校
- 資料處理科

實用技能班
- 電腦繪圖科

## 合作交流
國立北門農工與以下學校簽訂姊妹校、策略聯盟、產官學合作培育：

### 中華民國（臺灣）
- 國立屏東科技大學
- 中華醫事科技大學
- 長榮大學

### 泰國
- 范縣職業教育學院（Fang Vocational Education College）()
- 沙拉丕技術學校（Saraphi Technical College）
- 亞洲科技學院（Asia Technological college）
- 訕甘烹技術學院（San Kamphaeng Technical College）
- 宗通工業和社區教育學院（Chom Thong Industrial and Community Education College）
- 南邦職業學院（Lampang Vocational College）
- 蘭納商業技術學院（Lanna Commercial Technological College）

### 以色列
- 埃莎爾哈納斯學校(Eshel HaNasi School)[2]

## 外部連結
- 國立北門高級農工職業學校（页面存档备份，存于）

## 資料來源
1. ↑  . 國立北門高級農工職業學校. （原始内容存档于2020-06-17）.
2. ↑  . 國立北門高級農工職業學校. （原始内容存档于2020-09-27）.